# Daniel Dhers
Daniel Eduardo Dhers Arellano (Chacao, Venezuela; 25 de marzo de 1985) es un ciclista profesional de BMX venezolano de trayectoria y reconocimiento internacional, medallista olímpico de plata en los juegos de Tokio 2020, actual número diez del ranking mundial de BMX y ganador de múltiples medallas y torneos mundiales representando a su país Venezuela. Actualmente esta patrocinado por las marcas Red Bull, Verizon, POC, DC Shoes entre otros.

## Carrera
Daniel comenzó a montar la bicicleta cuando tenía doce años, por diversión en Caracas su ciudad natal, en el municipio Chacao. En 1998, fue a su primer skatepark. Luego a los 18 años de edad se radicó en los Estados Unidos en donde comenzó a montar en otros parques y con ciclistas internacionales. En 2003, asistió a su primera competencia representando a Venezuela, y en 2006, entró al Dew Action Sports Tour. En 2006, 2007 y 2010, Dhers ganó el Dew Tour. 
Daniel Dhers ganó el oro de los X Games en 2007, 2008, 2010, 2011 y 2013 celebrados en varias ciudades del mundo. Ahora es considerado uno de los mejores de este deporte.

También representó a Venezuela en los Juegos Panamericanos Lima 2019, consiguiendo para su País, una Medalla de Oro.
Ganó medalla de Plata en los Juegos Olímpicos de Tokio 2020 en BMX park estilo libre masculino, tras obtener una puntuación de 92.05 en su segundo intento.
En 2024, luego de su no clasificación a los juegos olímpicos de Paris 2024, entrenó a la delegación china de BMX femenino, obteniendo el reconocimiento al lograr que su equipo representado por Yawen Deng, obtuviera la medalla de oro.

## Palmarés
| Juegos Olímpicos Tokio 2020 | Medalla de Plata  | 2021 |
| XVIII Juegos Panamericanos  | Medalla de Oro    | 2019 |
| X Games                     | Medalla de Oro    | 2013 |
| X Games                     | Medalla de Oro    | 2011 |
| X Games                     | Medalla de Oro    | 2010 |
| X Games                     | Medalla de Oro    | 2008 |
| X Games                     | Medalla de Oro    | 2007 |
| X Games                     | Medalla de Bronce | 2006 |
| Dew Tour (Cleveland)        | Medalla de Oro    | 2007 |
| Dew Tour (Baltimore)        | Medalla de Oro    | 2007 |
| Metro BMX JAM (Singapur)    | Medalla de Plata  | 2007 |
| Dew Tour (Orlando)          | Medalla de Oro    | 2006 |
| Dew Tour #2 (Denver)        | Medalla de Oro    | 2006 |
| Dew Tour (Denver)           | Medalla de Oro    | 2006 |
| Dew Tour Overall            | Medalla de Oro    | 2006 |